# Штейнгарт, Гари
Гари Штейнгарт (англ. Gary Shteyngart, до эмиграции — Игорь Семёнович Штейнгарт; род. 1972, Ленинград) — американский писатель советского происхождения. 
Из еврейской семьи, сын инженера и пианистки. Вместе с семьёй эмигрировал в США в семилетнем возрасте. Окончил Оберлинский колледж со специализацией по политологии и курс creative writing в Нью-Йоркском университете. Автор романов «Приключения русского дебютанта» (англ. The Russian Debutante's Handbook; 2003, рус. пер. «Фантом Пресс», 2004), «Абсурдистан» (англ. Absurdistan; 2006, рус. пер. «Амфора», 2007), «Супергрустная история настоящей любви» (англ. Super Sad True Love Story; 2010, рус. пер. «Эксмо», 2012), «Lake Success (2018)», «Our Country Friends» (2021), «Vera, or Faith» (2025), также книги мемуаров «Little Failure» (2014).